# Ульяновка (Ульяновська область)
Ульяновка (рос. Ульяновка) — присілок в Бариському районі Ульяновської області Російської Федерації.
Населення становить 39 осіб. Входить до складу муніципального утворення Ленінське міське поселення.

## Історія
Від 2004 року входить до складу муніципального утворення Ленінське міське поселення.

## Населення
| 2010 |
| ---- |
| 39   |